# Ischnura pamelae
Ischnura pamelae là một loài chuồn chuồn kim trong họ Coenagrionidae.
Loài này staat op de Rode Lijst van de IUCN als kwetsbaar năm 2007, de trend van de populatie is volgens de IUCN dalend.
Ischnura pamelae được miêu tả khoa học năm 1988 bởi Vick & Davies.